# جریان پس‌رو (فیلم)
جریان پس‌رو (انگلیسی: Slipstream) یک فیلم علمی تخیلی به کارگردانی استیون لیزبرگر است که در سال ۱۹۸۹ منتشر شد.

## بازیگران
- مارک همیل
- بیل پکستون
- باب پک
- النور دیوید
- رابی کالترین
- بن کینگزلی
- اف. موری آبراهام